# Kawakawa
Kawakawa – miasto w Regionie Północnym (ang: Northland Region) Nowej Zelandii. W roku 2006 zamieszkiwało je 1296 osób, a w 2001 roku - 1380 osób. Obecnie liczba mieszkańców spadła do 1212 (dane spisowe: XII 2013 r.).
Miasteczko jest znane jako "Miasteczko kolejowe Północy" (ang: Train town of the north) ponieważ było położone na końcu trasy kolejowej Bay of Islands Vintage Railway, która biegła pomiędzy Kawakawa i Opua (obecnie nie funkcjonuje). Inną miejscową atrakcją są pobliskie groty skalne Kawiti Glow-worm Caves w Waiomio znane ze świecących larw owadów. Dumę miasteczka stanowi także oryginalna ubikacja publiczna zaprojektowana przez austriackiego architekta Friedensreicha Hundertwassera, który mieszkał tutaj od roku 1975 aż do swej śmierci w roku 2000.